# تد هاروستون
تد هاروستون (انگلیسی: Ted Harston; ۲۷ فوریهٔ ۱۹۰۷ – ۱۹۷۱ (۶۳−۶۴ سال)) بازیکن فوتبال  اهل بریتانیا بود.
از باشگاه‌هایی که در آن بازی کرده‌است می‌توان به باشگاه فوتبال بریستول سیتی، باشگاه فوتبال منزفیلد تاون، باشگاه فوتبال شفیلد ونزدی، باشگاه فوتبال لیورپول، باشگاه فوتبال بارنزلی، و باشگاه فوتبال ردینگ اشاره کرد.